# Дапориджо
Дапориджо (англ. Daporijo) — город в индийском штате Аруначал-Прадеш, административный центр округа Верхний Субансири.

## Население
По данным переписи 2001 год население города составляло 15 468 человек; по данным на 2012 год оно насчитывает 24 507 человек. Доля мужчин — 52 %, женщин — 48 %. Уровень грамотности — около 59 % (66 % мужчин и 51 % женщин). Доля детей в возрасте до 6 лет — 19 %. Основные этнические группы: тагин, гало, горные мири.